# Nic się nie stało
Nic się nie stało – album rapera i producenta muzycznego Łukasza L.U.C.-a Rostkowskiego i zespołu Motion Trio. Wydawnictwo ukazało się 17 kwietnia 2013 roku nakładem wytwórni muzycznej EMI Music Poland na podstawie licencji udzielonej przez Rostkowskiego i Motion Trio.
Płyta dotarła do 25. miejsca polskiej listy przebojów (OLiS).

## Lista utworów
Źródło.
1. Intro - 2:16
2. Krzta Harmonii - 2:47
3. 8 Przebudzenie - Iluzji Łąka (gościnnie: Ania Rusowicz) - 6:40
4. Leci Ptaszek Świadomości - 1:13
5. Ijoijo - 4:04
6. Epopeja Codzienności (gościnnie: Vienio) - 10:29
7. Nic się nie stało - 4:49
8. Regeneracja - 1:33
9. 9 Przebudzenie - Miasto Harmonii (gościnnie: Ńemy) - 3:22
10. Jadę Dalej - Autostrady Niczym Połącz Kropki - 2:49
11. Józek O. - Inny Aspekt - 1:22
12. Przedmiot Liryczny (gościnnie: Czesław Mozil, Abradab i Vienio) - 5:46
13. Rymoliryktando 2012 - 3:51
14. Czuję Harmonii Tętno - 1:55
15. Oda Do Młodości 2013 (gościnnie: Buka) - 6:34